# Iglesia de San Chad (Tushingham)
La iglesia de San Chad es una iglesia de Inglaterra erigida en Chester Road (la A41), en la parroquia civil de Tushingham-cum-Grindley, Macefen y Bradley, en Cheshire. Es una  parroquia anglicana activa en el decanato de Malpas, archidiaconato y diócesis de Chester. Su beneficio se combina con los de San Miguel, Marbury y Santa María, Whitewell. La iglesia está registrada en la Lista del Patrimonio Nacional de Inglaterra como edificio listado de grado II.  

## Historia
San Chad se construyó entre 1860 y 1863 con un diseño de Robert Jennings de Atherstone, y la torre fue agregada en 1897 por Hodgson Fowler.

## Arquitectura
La iglesia está construida en piedra arenisca roja con techos de pizarra gris. Su planta es cruciforme, y consiste en una nave de tres bahías con un pórtico sur, cruceros de una sola bahía, un coro de dos bahías, una sacristía en la esquina de la capilla mayor y el transepto norte, y una torre oeste. La torre tiene tres etapas de estilo perpendicular, con una torreta octogonal de escalera al noroeste y un parapeto almenado. En la etapa inferior hay una ventana oeste de tres luces y una estatua de San Chad en un nicho, ventanas de una sola luz con cabeza de trébol en los lados norte y sur de la etapa intermedia, y aberturas de campana de dos luces en la etapa superior. El cuerpo de la iglesia es de estilo inglés temprano con ventanas lanceoladas.
El interior de la iglesia está enyesado, con apósitos en piedra. La torre oeste actúa como un baptisterio y contiene una fuente octogonal. Las vidrieras en la ventana oeste (con fecha de 1897) y en el crucero norte (con fecha de 1904) son de Kempe. Hay un timbre de seis campanas, todas fundidas por John Taylor & Co en 1897.